# 埃克利默
埃克利默（法語：Éclimeux，法語發音：[eklimø]）是法国上法蘭西大區加来海峡省的一个市镇，属于蒙特勒伊区。

## 地理
埃克利默（50°23'53"N, 2°10'47"E）面积6.03 平方千米，位于法国上法蘭西大區加来海峡省，该省份为法国北部沿海省份，西北濒北海，南至索姆省，东临北部省。
与埃克利默接壤的市镇（或旧市镇、城区）包括：泰努瓦斯河畔布朗日、于姆勒耶、于米耶尔、安库尔、讷莱特、努瓦耶尔莱于米埃尔、布兰热勒。

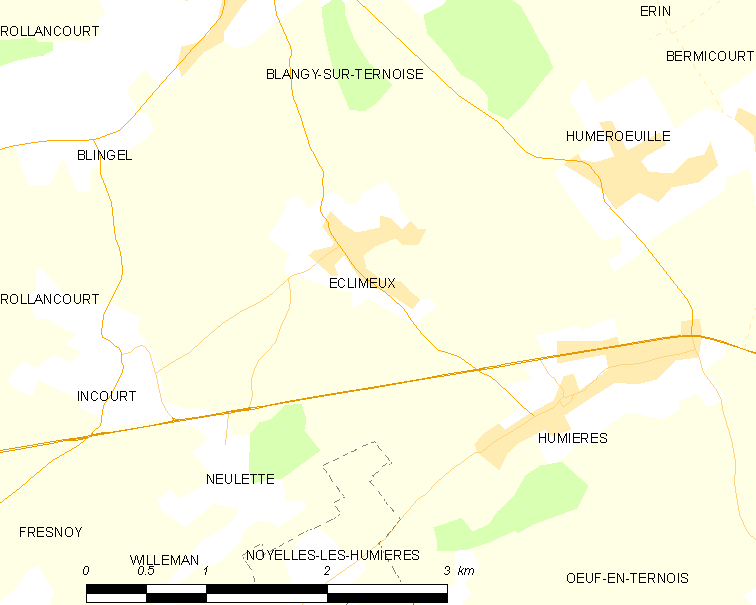
埃克利默的OSM定位图

埃克利默的时区为UTC+01:00、UTC+02:00（夏令时）。

## 行政
埃克利默的邮政编码为62770，INSEE市镇编码为62282。

## 政治
埃克利默所属的省级选区为欧克西堡县。

## 人口

1962-2008年间埃克利默人口变化图示

埃克利默于2022年1月1日时的人口数量为180人。